# Фавар-де-Ланглад, Гийом
Гийом Жан Фавар-де-Ланглад (фр. Guillaume-Jean Favard de Langlade; 3 апреля 1762, Сен-Флоре — 14 ноября 1831, Париж) — французский юрист, барон.

## Биография
До революции занимался адвокатурой; позже состоял членом Совета пятисот, трибуната, законодательного корпуса, палаты представителей во время Ста дней, палаты депутатов при Реставрации, членом государственного совета (1817), председателем кассационного суда (1828). Участвовал в составлении Гражданского кодекса; издал «Code civil des Français, suivi de l'exposé des motifs sur chaque loi» (12 т.) и «Conférence du Code civil, avec la discussion particulière du conseil d'Etat et du Tribunal» (8 t.). Кроме того, написал: «Répertoire de la législation du notariat» (П., 1807); «Manuel pour l'ouverture et le partage de succession» (П., 1811); «Répertoire de la nouvelle législation civile, commerciale et administrative» (1823—24) и др.